# 上幌向駅

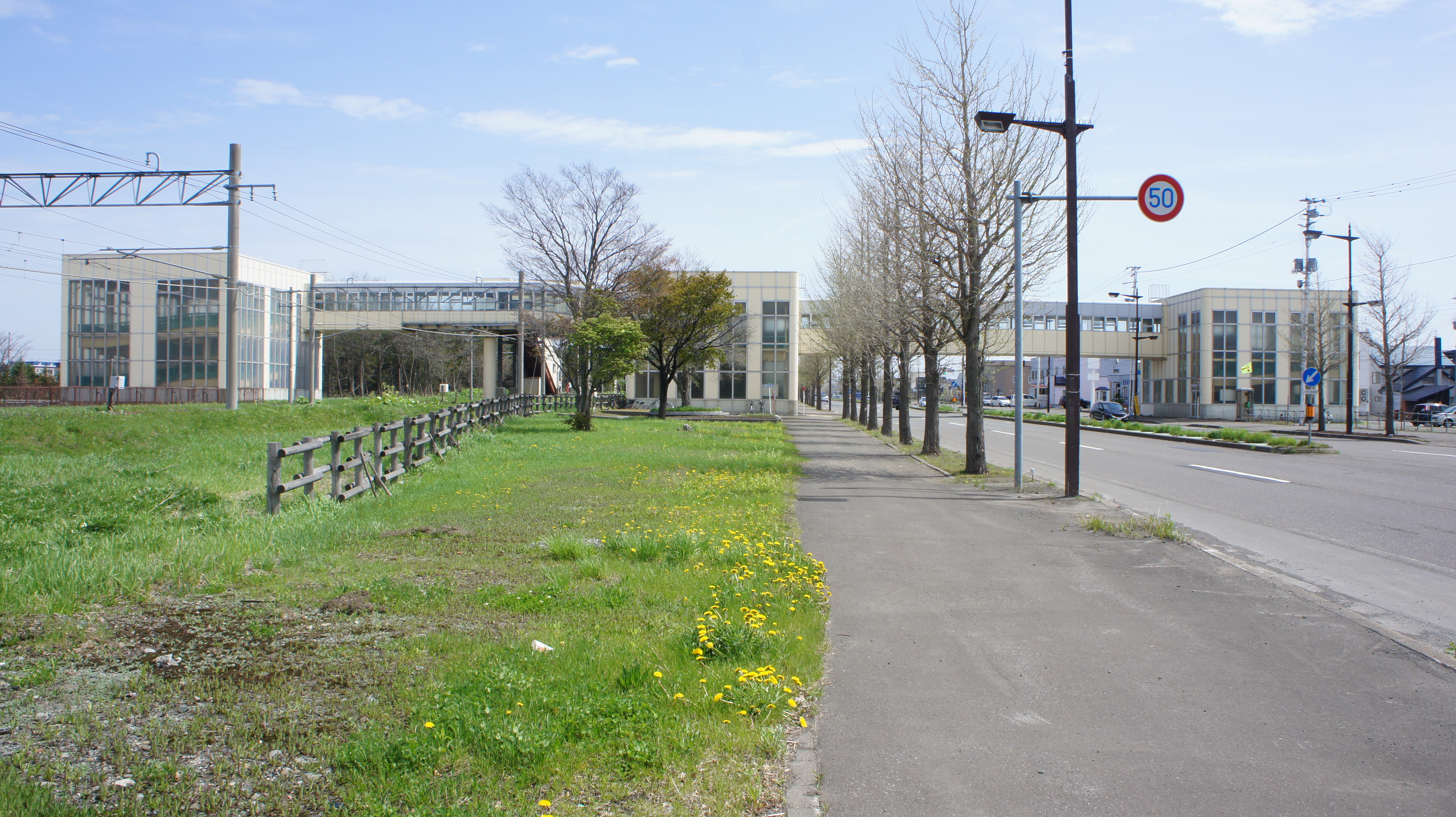
駅舎全体。右側の道路は国道12号
（2017年5月）

上幌向駅（かみほろむいえき）は、北海道岩見沢市上幌向南1条4丁目にある北海道旅客鉄道（JR北海道）函館本線の駅である。駅番号はA12。電報略号はカミ。事務管理コードは▲130132。

## 歴史

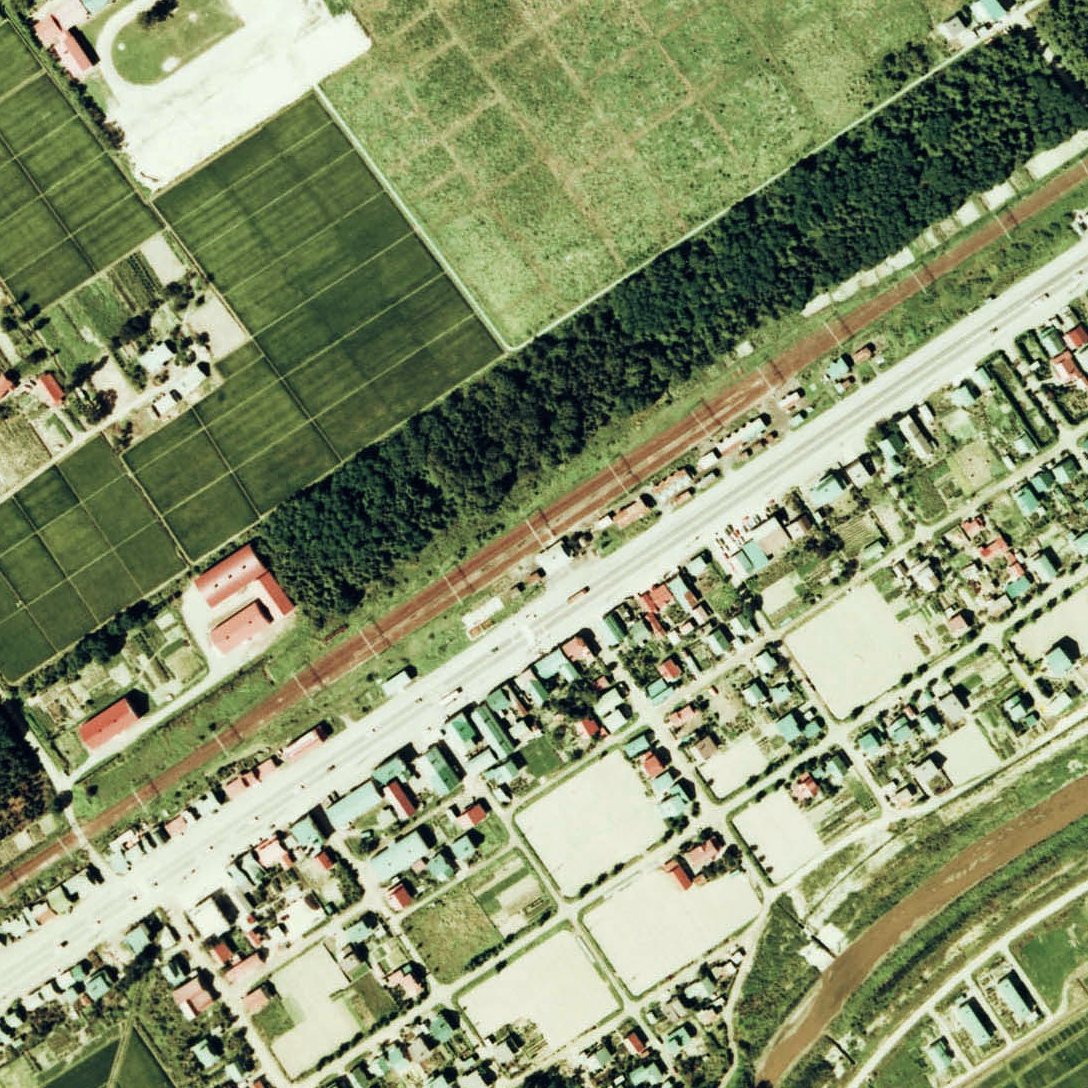
1976年の上幌向駅と周囲約500m範囲。右上が岩見沢方面。島式ホーム1面2線と駅裏に待避用の副本線を有している。元より客扱いが主の駅で構内も短く、昭和37年という貨物最盛期の段階で取扱いをやめている。駅舎横の札幌側に草生した空き地はかつての貨物ホーム跡で、札幌側から引込線が敷かれていたが、昭和58年の記録（国鉄全線各駅停車 北海道690駅 小学館）によれば分岐を切られたレールが放置されていたようである。現在は元の駅舎の位置から移動して、ホームの札幌側端部に橋上駅が設置されている。

- 1907年（明治40年）11月25日：帝国鉄道庁の駅として幌向-岩見沢間に新設[2][3]。一般駅。
- 1962年（昭和37年）10月1日：貨物扱い廃止[4]。
- 1978年（昭和53年）10月2日：荷物扱い廃止[4]。無人化[5]（簡易委託？）。
- 1987年（昭和62年）4月1日：国鉄分割民営化により、北海道旅客鉄道（JR北海道）の駅となる。
- 1995年（平成7年）：老朽化と国道12号拡幅に伴い新築、橋上駅となる。
- 1998年（平成10年）
  - 3月10日：簡易委託から有人化（業務委託駅）。
  - 12月29日：自動改札機を設置し、供用開始[6]。
- 2007年（平成19年）10月：駅番号設定。
- 2008年（平成20年）10月25日：ICカードKitaca使用開始。
- 2015年（平成27年）10月1日：無人化[7]。

### 駅名の由来
幌向駅より石狩川の上流にあることから。

## 駅構造
複線間に島式ホームが1つある1面2線の地上駅で橋上駅舎をもつ。
2015年10月1日より無人駅となった。簡易自動改札機（Kitaca・磁気券ともに対応）、簡易自動券売機がある。

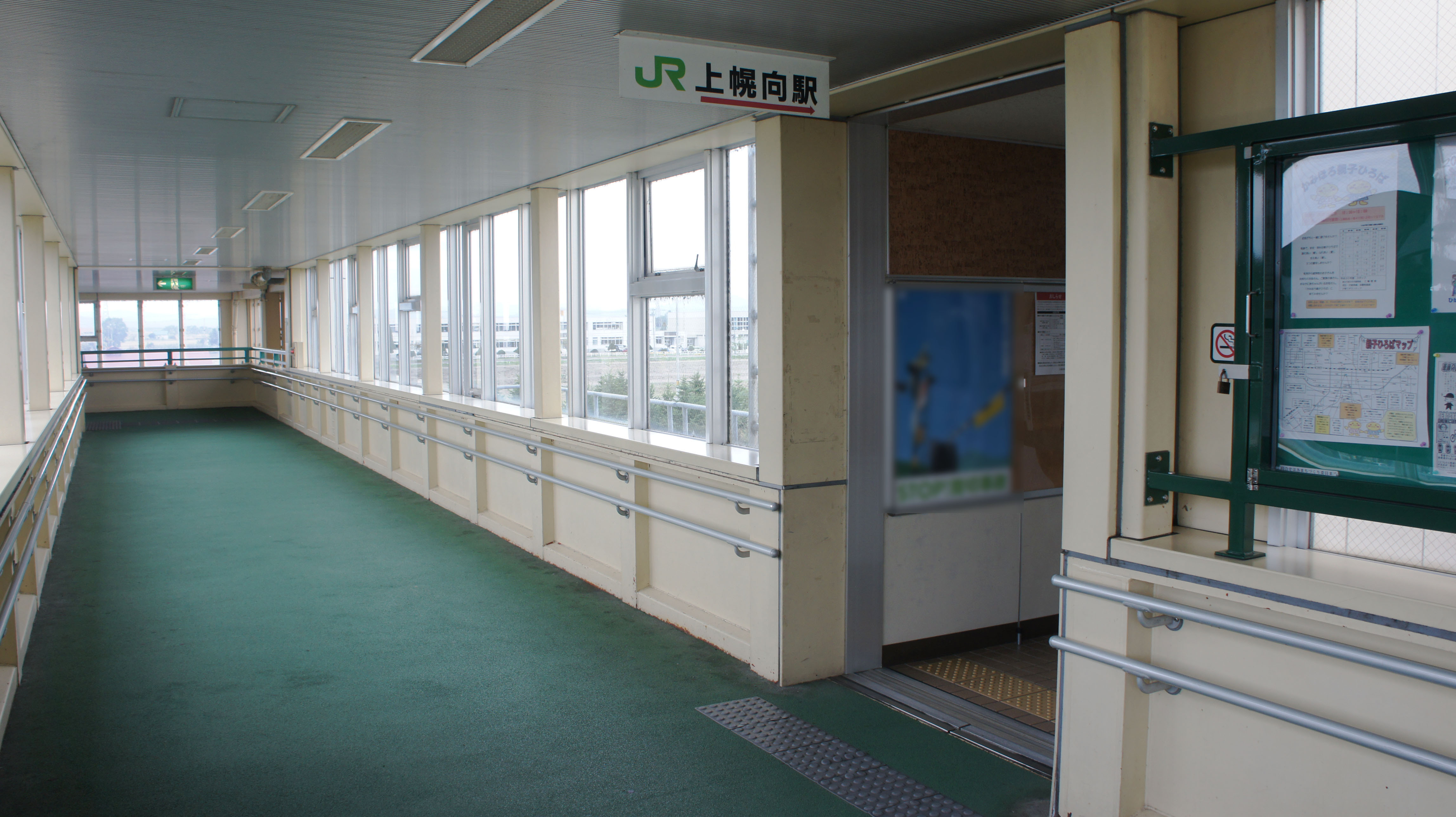
駅出入口（2018年9月）
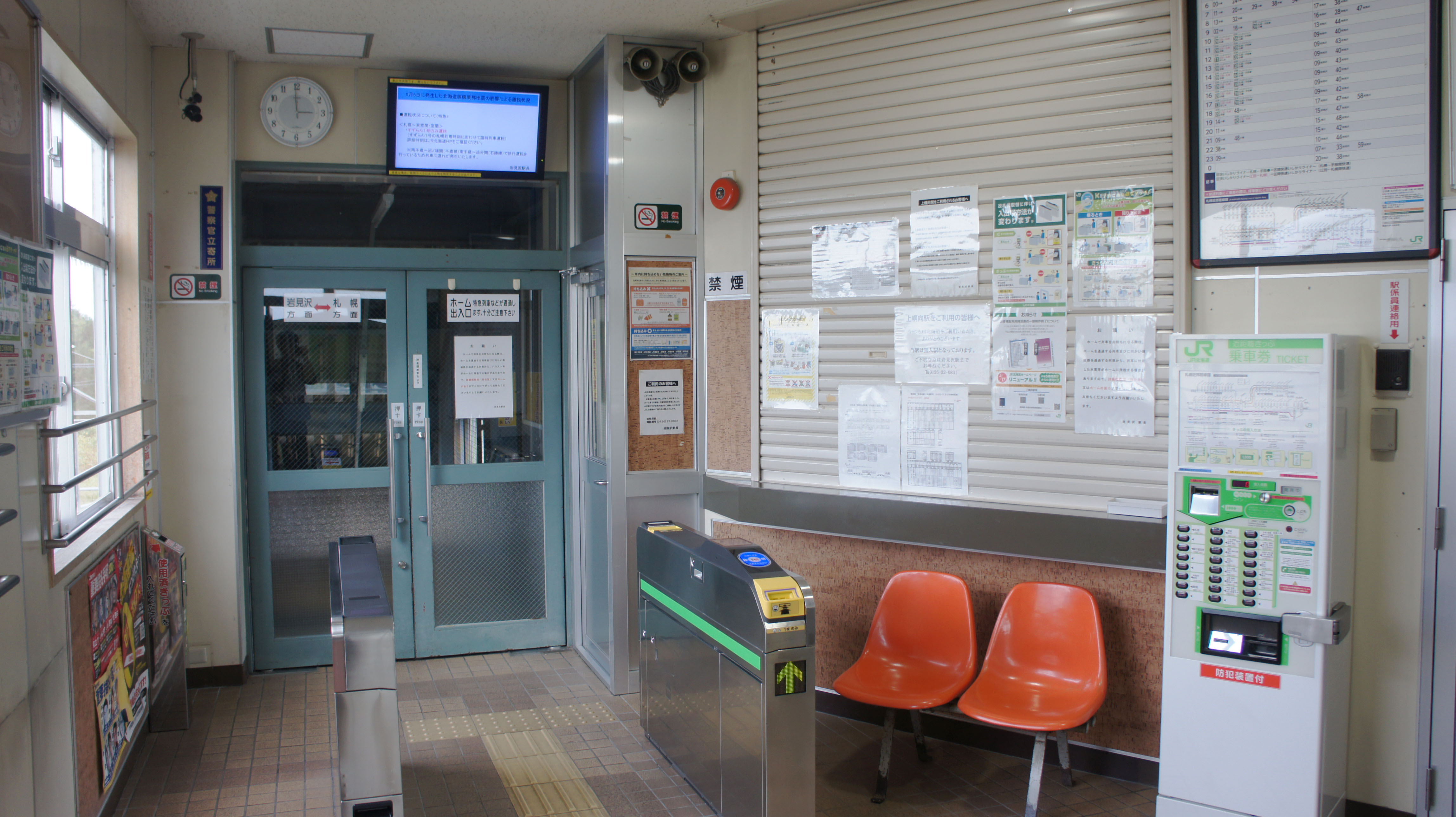
改札口（2018年9月）
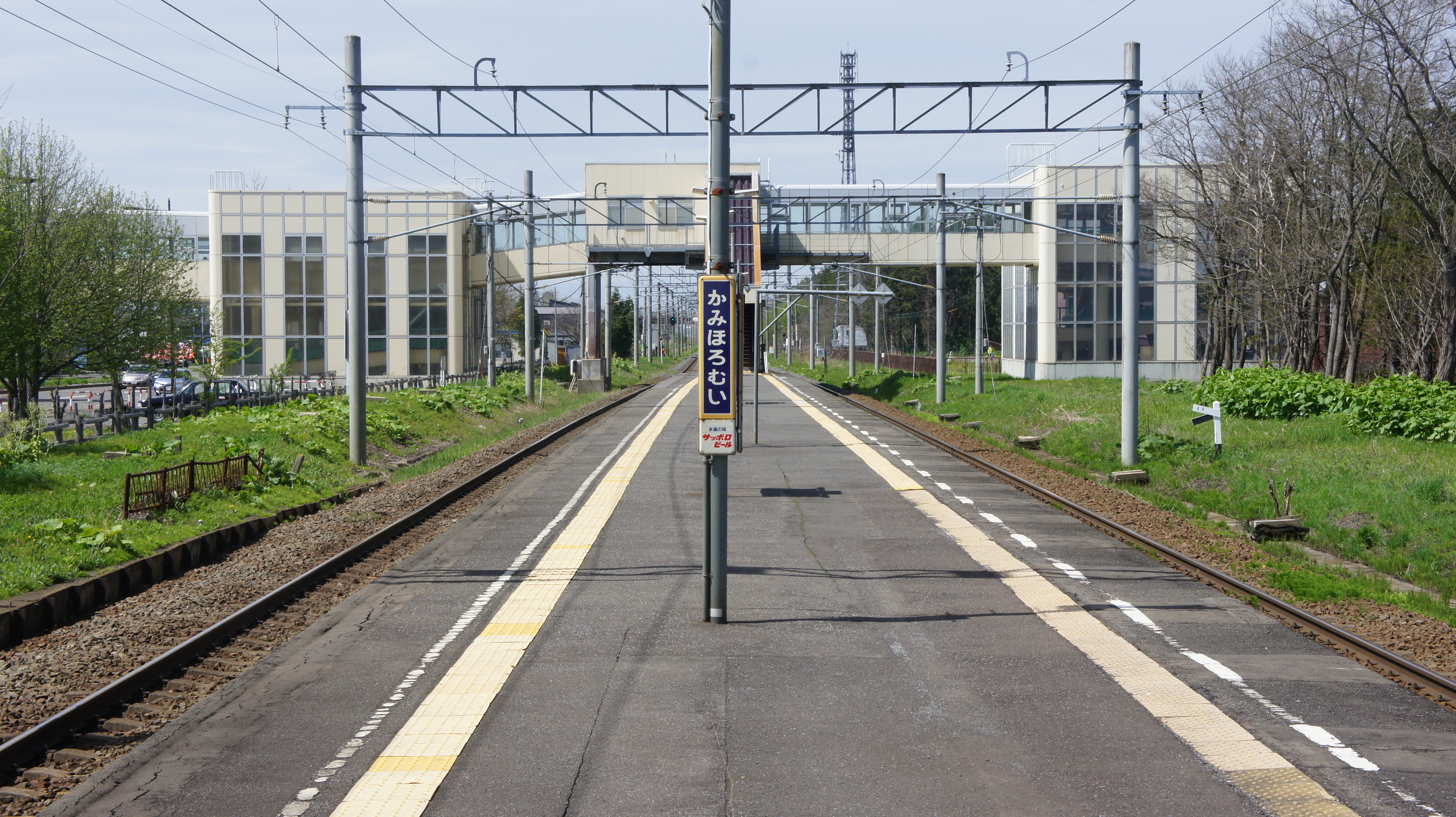
ホーム（2017年5月）

### のりば
| 番線 | 路線      | 方向 | 行先             |
| ---- | --------- | ---- | ---------------- |
| 1    | ■函館本線 | 上り | 手稲・小樽方面   |
| 2    | ■函館本線 | 下り | 岩見沢・滝川方面 |

## 利用状況
1日の平均乗降人員は以下の通りである。
| 乗降人員推移 | 乗降人員推移 |
| 年度         | 1日平均人数  |
| ------------ | ------------ |
| 2011         | 986          |
| 2012         | 1,006        |
| 2013         | 954          |
| 2014         | 960          |

## 駅周辺
周りには鉄道防風林と住宅が広がっている。近年は宅地開発が進み、新興住宅街になっている。東側にはJAがある。路線と並行して走っている国道12号は片側2車線の拡幅工事が完成し、新しい街並みが続いている。
なお当駅は、鉄道の通らない村である新篠津村市街地から北海道道81号岩見沢石狩線を介して最寄り駅となるため、駅前から新篠津市街地付近にある新篠津温泉へ路線バスが運行されている他、駅の付近には村営駐車場が設置されている。
- 北海道中央バス（岩見沢営業所）「上幌向駅前」、新篠津交通「上幌向」停留所[11]
- 国道12号
- 北海道道81号岩見沢石狩線
- 岩見沢警察署上幌向駐在所
- 上幌向郵便局
- 日本通運岩見沢支店
- 北海道立総合研究機構中央農業試験場岩見沢試験地（生産研究部水田農業グループ）
- 岩見沢市立上幌向中学校
- 上幌向神社
- 隆王寺
- 天然温泉 岩見沢ゆらら

## 隣の駅
北海道旅客鉄道（JR北海道）
■函館本線
幌向駅 (A11) - 上幌向駅 (A12) - 岩見沢駅 (A13)